# Johanna Dorothea Lindenaer
Johanna Dorothea Lindenaer (geboren zwischen den 23. Oktober und 2. November 1644; gestorben vermutlich 1737) war eine niederländische Übersetzerin und mutmaßliche Landesverräterin.

## Leben und Werk
Johanna Dorothea Lindenaer wurde zwischen dem 23. Oktober und 2. November 1644 geboren. Sie war die Tochter des Hauptmanns der niederländischen Armee Herman Joost Lindenaer (gest. um 1682) und Dorothea van Wijnbergen (gest. 1668). Sie hatte einen Bruder, Johan (gest. 1724). Als junge Frau, vermutlich um 1672, lebte sie mit ihrer Stiefmutter Catharina Schripkin in Den Haag. Vermutlich heiratete sie 1692 in Deventer Zeger van Zoutelande (gest. 1700?) der ebenfalls Hauptmann der niederländischen Armee war. Für diese Ehe fehlen jedoch Dokumente. Van Zoutelande wurde 1699 in Den Haag in ein Duell verwickelt. Da er überzeugt war, seinen Gegner getötet zu haben, floh er mit Johanna nach Vianen. Dort soll er 1700 gestorben sein. Diese Information stammt aus den Mémoires von Johanna Lindenaer. Auch für den Aufenthalt in Vianen und den Tod van Zoutelande gibt es keine Nachweise.
Lindenaer, die sich als Witwe von Van Zoutelande bezeichnete, wurde am 23. März 1703 in Maastricht verhaftet und im Sint Pieterspoort inhaftiert. Ihr wurde vorgeworfen, Johan van der Nypoort dazu angestiftet zu haben, das Waffendepot der Staatsarmee in der befestigten Stadt Lüttich, wo er Kommissar war, in die Luft zu sprengen. Da zu der Zeit der Spanische Erbfolgekrieg seinen Anfang genommen hatte, wäre eine solche Tat ein Landesverrat gewesen. Sie wurde mehr als zwanzig Mal verhört, davon dreimal in Anwesenheit des Henkers. Der Militärgouverneur von Maastricht stand währenddessen im Austausch mit den Generalstaaten in Den Haag. Sie konnte allen Fragen mit passenden Antworten begegnen und behauptete, dass Van der Nypoort habe seine Geschichte aus Rache veröffentlicht habe, weil sie nicht auf seine Annäherungsversuche reagiert habe. Dabei bestritt sie nicht einen ihr von Van der Nypoort unterstellten „sexuell lockeren Lebensstil“.
Ihr konnten nie konkrete Vorwürfe gemacht werden und nach anderthalb Jahren in Gefangenschaft gelang Lindenaer in der Nacht vom 13. auf den 14. September 1704 mithilfe eines Hauptmanns Vogler die Flucht aus der Peterspforte. An der Flucht soll auch Willem van Zoutelande, der Bruder ihres verstorbenen Mannes Zeger beteiligt gewesen sein, der kurz zuvor in Maastricht zum Major ernannt worden war. Nach einigen Wochen erreichte sie Paris, dort konvertierte sie zum römischen Katholizismus und soll den Hauptmann Vogler geheiratet haben.
Unter dem Namen „Madame de Zoutelandt“ war Lindenaer in Paris als Schriftstellerin und Übersetzerin tätig und hat so vermutlich ihren Lebensunterhalt gesichert. Ihr erstes Buch, die Übersetzung eines Traktats aus dem Jahr 1669 von Pieter de la Court Aanwijsing der heilsame politike gronden en maximen veröffentlichte sie 1709. Im Jahr 1710 folgten ihre Mémoires, mit denen sie während ihrer Haft im Peterstor begonnen hatte. Ihren religiösen Übertritt zum Katholizismus schilderte sie 1727 in La Babylone demasquée. Aus ihrem Buch Préface geht hervor, dass sie in zweiter Ehe mit dem Königsingenieur Sieur Boisson verheiratet gewesen sein soll. Aus dieser Ehe soll auch eine Tochter hervorgegangen sein. Das Buch soll bereits 1723 fertiggestellt worden sein, jedoch aufgrund ihrer Krankheit nicht veröffentlicht wurde.
In die Niederlande scheint Johanna Dorothea Lindenaer nicht zurückgekehrt zu sein, vermutlich ist sie in Frankreich gestorben. Ihre Mémoires wurden nur teilweise auf ihren Wahrheitsgehalt überprüft. Hora Siccama kam 1905 zu dem Schluss, dass diese „wenn nicht als reine Quelle, so doch zumindest einen bedeutenden Beitrag zum Wissen über die Geschichte ihrer Zeit darstellen“, während Munsters sie 1972 als „bemerkenswerte Kombination von Fiktion und Wahrheit“ ansah und in ihrer Gesamtheit „noch als Lüge und Fantasie“.